# 3477 Kazbegi
A 3477 Kazbegi (ideiglenes jelöléssel 1979 KH) a Naprendszer kisbolygóövében található aszteroida. Richard Martin West fedezte fel 1979. május 19-én.